# Roland Eberle
Pour les articles homonymes, voir Eberle.
Roland Eberle, né le 7 décembre 1953 à Unterengstringen, est un homme politique suisse membre de l'Union démocratique du centre (UDC). Il siège au Conseil des États de 2011 à 2019.

## Biographie

### Formation et carrière professionnelle
Originaire de Flums, Roland Eberle étudie l'agronomie, avec une spécialisation en économie agricole, au sein de l'École polytechnique fédérale de Zurich (EPFZ). Il travaille ensuite comme assistant à l'Institut d'économie agricole de l'EPFZ. En 1984, il devient directeur de l'Association des agriculteurs de Thurgovie, un poste qu'il occupe jusqu'à son élection au gouvernement du canton de Thurgovie en 1994. 
Il est PDG de la société sia Abrasives entre 2006 et 2011. Eberle préside également le conseil de la fondation Kartause Ittingen.

### Carrière politique
Eberle commence sa carrière politique en juin 1988 comme député UDC au parlement du canton de Thurgovie. Il démissionne en mai 1994, lorsqu'il est élu au gouvernement cantonal. Il y dirige le département de la justice et de la sécurité puis, à partir de juin 2000, celui des finances et des affaires sociales. En mai 2006, il démissionne et cesse d'être politiquement actif. Il revient à la politique cinq ans plus tard en se présentant au Conseil des États. Aux élections fédérales du 23 octobre 2011, il obtient la majorité absolue dès le premier tour et remplace ainsi Hermann Bürgi.
Eberle est, en décembre 2000, l'un des deux candidats officiels présentés par l'UDC pour remplacer Adolf Ogi au Conseil fédéral ; Il se retire au cinquième tour de scrutin après avoir obtenu un maximum de 25 voix au troisième tour. Par la suite, en 2008 et 2011, il est à nouveau cité comme un candidat potentiel pour le Conseil fédéral,.
Il préside également la commission fédérale des réfugiés de 2003 à 2007.
Parmi ses liens d'intérêts, Roland Eberle occupe différentes fonctions rémunérées par le Groupe mutuel (président du comité, membre du groupe de réflexion, vice-président du conseil d'administration).

### Vie privée
Roland Eberle est marié et père de trois enfants. Il vit à Weinfelden. Dans l'armée suisse, il atteint le grade de premier-lieutenant dans les troupes de grenadiers.